# 16 mai dans les chemins de fer
16 avril 16 juin
Chronologies thématiques
- Croisades
- Sports
- Disney

Cette page concerne les événements qui se sont déroulés un 16 mai dans les chemins de fer.

## Événements

### XIXesiècle
- 1845 : en France, ordonnance du Roi portant autorisation de la Compagnie du chemin de fer d'Orléans à Bordeaux.

### XXesiècle
- 1963 : en Algérie, création[1] de la Société nationale des chemins de fer algériens détenue à plus de 50 % par l'État Algérien.
- 1965 : en Suède, ouverture de la station de métro Sätra à Stockholm, sur la ligne T13.

### XXIesiècle
- 2006 : en France, à l'occasion l'opération « J'aime le train », les voyageurs en partance de la gare de Paris-Montparnasse vers Brest ont pu déguster un énorme paris-brest. Un autre gâteau attendait les voyageurs faisant le même trajet en sens inverse.

## Anniversaires

### Naissances
- 1856 : Charles Melville Hays, magnat du chemin de fer américain († 15 avril 1912).